# Dasineura fructum
Dasineura fructum är en tvåvingeart som först beskrevs av Ewald Rübsaamen 1895.  Dasineura fructum ingår i släktet Dasineura och familjen gallmyggor. Inga underarter finns listade i Catalogue of Life.